# The Plot Against America (roman)
The Plot Against America is een dystopische politieke roman van Philip Roth  die in 2004 werd gepubliceerd. Het is een alternatieve geschiedenis waarin Franklin D. Roosevelt in de landelijke presidentsverkiezingen van 1940 wordt verslagen door de Republikein  Charles Lindbergh. 
De roman volgt de lotgevallen van de familie Roth tijdens het presidentschap van Lindbergh, terwijl antisemitisme steeds acceptabeler wordt in het Amerikaanse leven en Joods-Amerikaanse families zoals de Roths op verschillende niveaus worden vervolgd.
De verteller en het centrale personage in de roman is de jonge Philip, en de roman volgt zijn volwassenwording, evenals de Amerikaanse politiek. Roth baseerde zijn roman op de isolationistische ideeën die Lindbergh in het echte leven omarmde als woordvoerder van het America First Committee, en op zijn eigen ervaringen toen hij opgroeide in Newark, New Jersey.
De roman werd geprezen om het realisme van de wereld en de behandeling van onderwerpen als antisemitisme, trauma en de perceptie van de geschiedenis. Een zesdelige miniserie-bewerking van de roman werd in maart 2020 uitgezonden op HBO.